# Dimerostemma
Dimerostemma là một chi thực vật có hoa trong họ Cúc (Asteraceae).

## Loài
Chi Dimerostemma gồm các loài: